# Республика Корея на зимних Олимпийских играх 2018
Республика Корея на зимних Олимпийских играх 2018 года являлась страной-хозяйкой и приняла участие во всех семи видах спорта. Республика Корея впервые в истории принимала у себя зимние Олимпийские игры, ранее в стране проводились летние Игры в Сеуле. В состав сборной для участия в Играх 2018 года вошли 123 спортсмена, ещё 23 корейских хоккеистки вошли в состав объединённой сборной Кореи.
17 января 2018 года Южная Корея и КНДР достигли соглашения о том, что на церемонии открытия Олимпийских игр в Пхенчхане спортсмены этих стран совместно пройдут под единым флагом. На церемонии открытия право представлять Южную Корею было доверено бобслеисту Вон Юн Чжону, а на церемонии закрытия флаг нёс конькобежец Ли Сын Хун, ставший олимпийским чемпионом в масс-старте и серебряным медалистом в командной гонке. По итогам соревнований на счету корейских спортсменов было 5 золотых, 8 серебряных и 4 бронзовые медали, что позволило сборной Южной Кореи занять 7-е место в неофициальном медальном зачёте.

## Медали
| Золото  |                                                         |                                                    |            |
| №       | Спортсмены                                              | Вид спорта (дисциплина)                            | Дата       |
| 1       | Лим Хё Джун                                             | Шорт-трек (1500 метров, мужчины)                   | 10 февраля |
| 2       | Юн Сун Бин                                              | Скелетон (мужчины)                                 | 16 февраля |
| 3       | Чхве Мин Джон                                           | Шорт-трек (1500 метров, женщины)                   | 17 февраля |
| 4       | Ким А Ран Ким Йе Джин Сим Сок Хи Чхве Мин Джон Ли Ю Бин | Шорт-трек (эстафета, женщины)                      | 20 февраля |
| 5       | Ли Сын Хун                                              | Конькобежный спорт (масс-старт, мужчины)           | 24 февраля |
| Серебро |                                                         |                                                    |            |
| №       | Спортсмены                                              | Вид спорта (дисциплина)                            | Дата       |
| 1       | Ли Сан Хва                                              | Конькобежный спорт (500 метров, женщины)           | 18 февраля |
| 2       | Чха Мин Гю                                              | Конькобежный спорт (500 метров, мужчины)           | 19 февраля |
| 3       | Ли Сын Хун Чон Джэ Вон Ким Минсок                       | Конькобежный спорт (командная гонка, мужчины)      | 21 февраля |
| 4       | Хван Дэ Хон                                             | Шорт-трек (500 метров, мужчины)                    | 22 февраля |
| 5       | Ким Бо Рым                                              | Конькобежный спорт (масс-старт, женщины)           | 24 февраля |
| 6       | Ли Сан Хо                                               | Сноуборд (параллельный гигантский слалом, мужчины) | 24 февраля |
| 7       | Вон Юн Чжон Со Ён У Чон Джон Лин Ким Дон Хён            | Бобслей (четвёрки, мужчины)                        | 25 февраля |
| 8       | Ким Ын Джон Ким Гён Э Ким Сон Ён Ким Ён Ми Ким Чхо Хи   | Кёрлинг (женщины)                                  | 25 февраля |
| Бронза  |                                                         |                                                    |            |
| №       | Спортсмены                                              | Вид спорта (дисциплина)                            | Дата       |
| 1       | Ким Минсок                                              | Конькобежный спорт (1500 метров, мужчины)          | 13 февраля |
| 2       | Со И Ра                                                 | Шорт-трек (1000 метров, мужчины)                   | 17 февраля |
| 3       | Лим Хё Джун                                             | Шорт-трек (500 метров, мужчины)                    | 22 февраля |
| 4       | Ким Тхэ Юн                                              | Конькобежный спорт (1000 метров, мужчины)          | 23 февраля |

## Состав сборной
Биатлон
1. Тимофей Лапшин
2. Екатерина Аввакумова
3. Ко Ын Джон
4. Мун Джи Хи
5. Анна Фролина
6. Чон Джу Ми

 Бобслей
1. Вон Юн Чжон
2. Ким Дон Хён
3. Со Ён У
4. Чон Джон Лин
5. Ким Мин Сон
6. Ким Ю Ран

 Горнолыжный спорт
1. Ким Дон У
2. Чон Дон Хён
3. Кан Ён Со
4. Ким Со Хи

 Кёрлинг
1. Ким Мин Чхан
2. Ким Чан Мин
3. Ли Ги Бок
4. Ли Ги Джон
5. О Ын Су
6. Сон Се Хён
7. Ким Гён Э
8. Ким Ён Ми
9. Ким Сон Ён
10. Ким Чхо Хи
11. Ким Ын Джон
12. Чан Хе Джи

 Конькобежный спорт
1. Ким Джун Хо
2. Ким Минсок
3. Ким Тхэ Юн
4. Ли Сын Хун
5. Мо Тхэ Бом
6. Чон Джэ Вон
7. Чон Джэ Ун
8. Чу Хён Джун
9. Чха Мин Гю
10. Ким Бо Рым
11. Ким Мин Сон
12. Ким Хён Ён
13. Ли Сан Хва
14. Но Сон Ён
15. Пак Сын Хи
16. Пак Чи У

 Лыжное двоеборье
1. Пак Че Он

 Лыжные гонки
1. Магнус Ким
2. Ким Ын Хо
3. Ли Чхэ Вон
4. Чу Хе Ри

 Прыжки на лыжах с трамплина
1. Ким Хён Ги
2. Пак Чжэ Ун
3. Чхве Со У
4. Чхве Хын Чхоль
5. Пак Кю Рим

 Санный спорт
1. Лим Нам Гю
2. Пак Чин Ён
3. Чо Джон Мён
4. Сон Ыл Лён
5. Айлин Фриш

 Скелетон
1. Ким Джи Су
2. Юн Сун Бин
3. София Чон

 Сноуборд
1. Квон И Джун
2. Ким Сан Гём
3. Ким Хо Джун
4. Ли Гван Ги
5. Ли Мин Сик
6. Ли Сан Хо
7. Чхве Бо Гун
8. Квон Сон У
9. Син Да Хе
10. Чон Хэ Рим

 Фигурное катание
1. Александр Гэмлин
2. Кам Ган Чхан
3. Чха Джунхван
4. Ким Гю Ын
5. Ким Ханыль
6. Мин Ю Ра
7. Чхве Дабин

 Фристайл
1. Ким Джи Хён
2. Ли Ган Бок
3. Со Мён Джун
4. Чхве Джэ У
5. Ким Гён Ын
6. Ли Ми Хён
7. Со Джи Вон
8. Со Джон Хва
9. Чан Ю Джин

 Хоккей
1. Ан Джинхви
2. Мэтт Далтон
3. Ким Вон Джун
4. Ким Вон Джун
5. Ким Ги Сон
6. Ким Сан Ук
7. Ли Ён Джун
8. Ли Дон Ку
9. О Хён Хо
10. Пак Ке Хун
11. Пак Сун Дже
12. Пак У Сан
13. Пак Чин Гю
14. Алекс Плэнт
15. Брок Радунске
16. Эрик Реган
17. Майкл Свифт
18. Майкл Тествуд
19. Син Сан У
20. Син Сан Хун
21. Со Ён Джун
22. Чо Мин Хо
23. Чо Хён Гон
24. Чон Джон У
25. Брайен Янг

 Шорт-трек
1. Квак Юн Ги
2. Ким До Гём
3. Лим Хё Джун
4. Со И Ра
5. Хван Дэ Хон
6. Ким А Ран
7. Ким Йе Джин
8. Ли Ю Бин
9. Сим Сок Хи
10. Чхве Мин Джон

Также в заявку сборной была включена сноубордистка Чон Джи Хе, но в итоге она не выступила на Играх.

## Результаты соревнований

### Биатлон
Большинство олимпийских лицензий на Игры 2018 года были распределены по результатам выступления стран в зачёт Кубка наций в рамках Кубка мира 2016/2017. По его результатам мужская сборная Республики Корея заняла 25-е место, в результате чего осталась без олимпийских лицензий, а женская сборная, занявшая 20-е место получила право заявить для участия в соревнованиях 5 спортсменок. При этом в одной дисциплине страна может выставить не более четырёх биатлонисток.
Мужчины
| Соревнование         | Спортсмены     | Стрельба | Время   | Место | Отставание |
| -------------------- | -------------- | -------- | ------- | ----- | ---------- |
| спринт               | Тимофей Лапшин | 0+1      | 24:22,6 | 16    | +43,8      |
| гонка преследования  | Тимофей Лапшин | 1+0+2+1  | 35:50,7 | 22    | +2:59,0    |
| индивидуальная гонка | Тимофей Лапшин | 0+1+0+0  | 50:28,6 | 20    | +2:24,8    |
| масс-старт           | Тимофей Лапшин | 0+1+0+0  | 38:07,4 | 25    | +2:20,1    |

Женщины
| Соревнование         | Спортсмены                                              | Стрельба                     | Время                                     | Место                                   | Отставание |
| -------------------- | ------------------------------------------------------- | ---------------------------- | ----------------------------------------- | --------------------------------------- | ---------- |
| спринт               | Анна Фролина                                            | 2+1                          | 22:56,9                                   | 32                                      | +1:50,7    |
| спринт               | Ко Ын Джон                                              | 1+1                          | 25:12,1                                   | 78                                      | +4:05,9    |
| спринт               | Мун Джи Хи                                              | 2+4                          | 25:26,6                                   | 82                                      | +4:20,4    |
| спринт               | Екатерина Аввакумова                                    | 3+3                          | 26:24,9                                   | 87                                      | +5:18,7    |
| гонка преследования  | Анна Фролина                                            | 1+2+2+3                      | 36:14,2                                   | 50                                      | +5:38,9    |
| индивидуальная гонка | Екатерина Аввакумова                                    | 0+0+1+0                      | 44:25,3                                   | 16                                      | +3:18,1    |
| индивидуальная гонка | Анна Фролина                                            | 1+0+1+3                      | 47:50,4                                   | 61                                      | +6:43,2    |
| индивидуальная гонка | Мун Джи Хи                                              | 0+3+2+2                      | 50:21,5                                   | 78                                      | +9:14,3    |
| индивидуальная гонка | Чон Джу Ми                                              | 2+2+0+2                      | 53:32,8                                   | 86                                      | +12:25,6   |
| эстафета 4×6 км      | Анна Фролина Екатерина Аввакумова Мун Джи Хи Ко Ын Джон | 6+16 0+2 4+3 0+1 0+2 0+1 1+3 | 1:20:20,6 20:32,3 18:33,9 19:24,5 21:49,9 | +8:17,2 +3:43,3 +3:44,0 +4:12,0 +8:17,2 | 18         |

### Бобслей

#### Бобслей
Квалификация спортсменов для участия в Олимпийских играх осуществлялась на основании рейтинга IBSF (англ. IBSF Ranking) по состоянию на 14 января 2018 года. Сборная Южной Кореи, как страна-хозяйка, получила по одной олимпийской лицензии в каждой дисциплине.
Мужчины
| Соревнование | Спортсмены                                   | 1 заезд   | 1 заезд | 2 заезд   | 2 заезд | 3 заезд   | 3 заезд | 4 заезд   | 4 заезд | Итоговый результат | Итоговое место | Отставание |
| Соревнование | Спортсмены                                   | Результат | Место   | Результат | Место   | Результат | Место   | Результат | Место   | Итоговый результат | Итоговое место | Отставание |
| ------------ | -------------------------------------------- | --------- | ------- | --------- | ------- | --------- | ------- | --------- | ------- | ------------------ | -------------- | ---------- |
| двойки       | Вон Юн Чжон Со Ён У                          | 49,50     | 11      | 49,39     | 3       | 49,15     | 5       | 49,36     | 5       | 3:17,40            | 6              | +0,54      |
| четвёрки     | Вон Юн Чжон Со Ён У Чон Джон Лин Ким Дон Хён | 48,65     | 2       | 49,19     | 4       | 48,89     | 3       | 49,65     | 10      | 3:16,38            | 2              | +0,53      |

Женщины
| Соревнование | Спортсмены            | 1 заезд   | 1 заезд | 2 заезд   | 2 заезд | 3 заезд   | 3 заезд | 4 заезд   | 4 заезд | Итоговый результат | Итоговое место | Отставание |
| Соревнование | Спортсмены            | Результат | Место   | Результат | Место   | Результат | Место   | Результат | Место   | Итоговый результат | Итоговое место | Отставание |
| ------------ | --------------------- | --------- | ------- | --------- | ------- | --------- | ------- | --------- | ------- | ------------------ | -------------- | ---------- |
| двойки       | Ким Ю Ран Ким Мин Сон | 51,24     | 14      | 51,20     | 11      | 51,32     | 12      | 51,55     | 16      | 3:25,31            | 14             | +2,86      |

#### Скелетон
Квалификация спортсменов для участия в Олимпийских играх осуществлялась на основании рейтинга IBSF (англ. IBSF Ranking) по состоянию на 14 января 2018 года. По его результатам сборная Южной Кореи стала обдадателем двух олимпийских квот у мужчин и одной хозяйской квоты у женщин.
Мужчины
| Соревнование | Спортсмены | 1 заезд   | 1 заезд | 2 заезд   | 2 заезд | 3 заезд   | 3 заезд | 4 заезд   | 4 заезд | Итоговый результат | Итоговое место | Отставание |
| Соревнование | Спортсмены | Результат | Место   | Результат | Место   | Результат | Место   | Результат | Место   | Итоговый результат | Итоговое место | Отставание |
| ------------ | ---------- | --------- | ------- | --------- | ------- | --------- | ------- | --------- | ------- | ------------------ | -------------- | ---------- |
| мужчины      | Юн Сун Бин | 50,28     | 1       | 50,07     | 1       | 50,18     | 1       | 50,02     | 1       | 3:20,55            | 1              | +0,00      |
| мужчины      | Ким Джи Су | 50,80     | 4       | 50,86     | 6       | 50,51     | 4       | 50,81     | 6       | 3:22,98            | 6              | +2,43      |

Женщины
| Соревнование | Спортсмены | 1 заезд   | 1 заезд | 2 заезд   | 2 заезд | 3 заезд   | 3 заезд | 4 заезд   | 4 заезд | Итоговый результат | Итоговое место | Отставание |
| Соревнование | Спортсмены | Результат | Место   | Результат | Место   | Результат | Место   | Результат | Место   | Итоговый результат | Итоговое место | Отставание |
| ------------ | ---------- | --------- | ------- | --------- | ------- | --------- | ------- | --------- | ------- | ------------------ | -------------- | ---------- |
| женщины      | София Чон  | 52,47     | 13      | 52,67     | 15      | 52,47     | 15      | 52,28     | 12      | 3:29,89            | 15             | +2,61      |

### Кёрлинг

#### Мужчины
Олимпийскую лицензию в мужском кёрлинге сборная Республики Корея получила как страна-хозяйка, заняв при этом по результатам последних двух чемпионатов мира итоговое 15-е место.
Состав
| Четвёртый   | Третий     | Второй  | Ведущий   | Запасной     |
| ----------- | ---------- | ------- | --------- | ------------ |
| Ким Чан Мин | Сон Се Хён | О Ын Су | Ли Ги Бок | Ким Мин Чхан |

| Место | Команда          | В | П | КЗ | КП | ВЭ | ПЭ | ОЭ | УЭ | ППД |
| ----- | ---------------- | - | - | -- | -- | -- | -- | -- | -- | --- |
| 1     | Швеция           | 7 | 2 | 60 | 36 | 35 | 29 | 12 | 8  | 87% |
| 2     | Канада           | 6 | 3 | 48 | 43 | 38 | 37 | 13 | 9  | 86% |
| 3     | США              | 5 | 4 | 57 | 59 | 39 | 40 | 4  | 6  | 79% |
| 4     | Великобритания   | 5 | 4 | 51 | 50 | 41 | 38 | 8  | 5  | 82% |
| 4     | Швейцария        | 5 | 4 | 60 | 54 | 44 | 39 | 11 | 8  | 83% |
| 6     | Норвегия         | 4 | 5 | 45 | 54 | 32 | 36 | 6  | 6  | 81% |
| 7     | Республика Корея | 4 | 5 | 54 | 59 | 40 | 41 | 7  | 8  | 82% |
| 8     | Япония           | 4 | 5 | 52 | 48 | 30 | 31 | 12 | 5  | 82% |
| 9     | Италия           | 3 | 6 | 50 | 56 | 42 | 45 | 15 | 8  | 81% |
| 10    | Дания            | 2 | 7 | 50 | 62 | 38 | 41 | 12 | 5  | 83% |

Результаты
Время местное (UTC+9).

| Площадка C       | 1 | 2 | 3 | 4 | 5 | 6 | 7 | 8 | 9 | 10 | Всего |
| Республика Корея | 0 | 2 | 0 | 1 | 0 | 3 | 0 | 1 | 0 | X  | 7     |
| США              | 2 | 0 | 3 | 0 | 3 | 0 | 2 | 0 | 1 | X  | 11    |

| Площадка C       | 1 | 2 | 3 | 4 | 5 | 6 | 7 | 8 | 9 | 10 | Всего |
| Норвегия         | 0 | 2 | 0 | 0 | 2 | 0 | 0 | 2 | 0 | 1  | 7     |
| Республика Корея | 1 | 0 | 0 | 1 | 0 | 1 | 0 | 0 | 2 | 0  | 5     |

| Площадка A       | 1 | 2 | 3 | 4 | 5 | 6 | 7 | 8 | 9 | 10 | Всего |
| Республика Корея | 0 | 2 | 1 | 0 | 2 | 2 | 0 | 3 | 1 | X  | 11    |
| Великобритания   | 2 | 0 | 0 | 1 | 0 | 0 | 2 | 0 | 0 | X  | 5     |

| Площадка A       | 1 | 2 | 3 | 4 | 5 | 6 | 7 | 8 | 9 | 10 | Всего |
| Италия           | 0 | 1 | 0 | 2 | 0 | 1 | 0 | 1 | 1 | 0  | 6     |
| Республика Корея | 3 | 0 | 1 | 0 | 1 | 0 | 2 | 0 | 0 | 1  | 8     |

| Площадка D       | 1 | 2 | 3 | 4 | 5 | 6 | 7 | 8 | 9 | 10 | Всего |
| Республика Корея | 1 | 0 | 2 | 0 | 0 | 4 | 0 | 3 | X | X  | 10    |
| Япония           | 0 | 1 | 0 | 2 | 0 | 0 | 1 | 0 | X | X  | 4     |

| Площадка B       | 1 | 2 | 3 | 4 | 5 | 6 | 7 | 8 | 9 | 10 | Всего |
| Республика Корея | 0 | 0 | 0 | 1 | 0 | 0 | 1 | 0 | 0 | X  | 2     |
| Швеция           | 0 | 2 | 0 | 0 | 2 | 1 | 0 | 1 | 1 | X  | 7     |

| Площадка D       | 1 | 2 | 3 | 4 | 5 | 6 | 7 | 8 | 9 | 10 | Всего |
| Канада           | 0 | 0 | 3 | 0 | 1 | 0 | 2 | 1 | 0 | 0  | 7     |
| Республика Корея | 0 | 1 | 0 | 1 | 0 | 1 | 0 | 0 | 2 | 1  | 6     |

| Площадка B       | 1 | 2 | 3 | 4 | 5 | 6 | 7 | 8 | 9 | 10 | 11 | Всего |
| Дания            | 0 | 0 | 2 | 1 | 2 | 0 | 0 | 3 | 0 | 0  | 1  | 9     |
| Республика Корея | 2 | 0 | 0 | 0 | 0 | 2 | 1 | 0 | 1 | 2  | 0  | 8     |

| Площадка C       | 1 | 2 | 3 | 4 | 5 | 6 | 7 | 8 | 9 | 10 | Всего |
| Республика Корея | 0 | 0 | 4 | 0 | 0 | 1 | 0 | 2 | 0 | 1  | 8     |
| Швейцария        | 1 | 0 | 0 | 1 | 3 | 0 | 1 | 0 | 1 | 0  | 7     |

Итог: мужская сборная Республики Кореи по кёрлингу по результатам олимпийского турнира заняла 7-е место.

#### Женщины
Олимпийскую лицензию в женском кёрлинге сборная Республики Корея получила как страна-хозяйка, заняв при этом по результатам последних двух чемпионатов мира итоговое 7-е место.
Состав
| Четвёртый   | Третий    | Второй     | Ведущий   | Запасной  |
| ----------- | --------- | ---------- | --------- | --------- |
| Ким Ын Джон | Ким Гён Э | Ким Сон Ён | Ким Ён Ми | Ким Чхо И |

| Место | Команда          | В | П | КЗ | КП | ВЭ | ПЭ | ОЭ | УЭ | ППД |
| ----- | ---------------- | - | - | -- | -- | -- | -- | -- | -- | --- |
| 1     | Республика Корея | 8 | 1 | 75 | 44 | 41 | 34 | 5  | 15 | 79% |
| 2     | Швеция           | 7 | 2 | 64 | 48 | 42 | 34 | 14 | 13 | 83% |
| 3     | Великобритания   | 6 | 3 | 61 | 56 | 39 | 38 | 12 | 6  | 79% |
| 4     | Япония           | 5 | 4 | 59 | 55 | 38 | 36 | 10 | 13 | 75% |
| 5     | Китай            | 4 | 5 | 57 | 65 | 35 | 38 | 12 | 5  | 78% |
| 6     | Канада           | 4 | 5 | 68 | 59 | 40 | 36 | 10 | 12 | 81% |
| 7     | США              | 4 | 5 | 60 | 55 | 34 | 37 | 12 | 7  | 78% |
| 8     | Швейцария        | 4 | 5 | 56 | 65 | 38 | 39 | 7  | 6  | 78% |
| 9     | ОСР              | 2 | 7 | 45 | 76 | 34 | 40 | 8  | 6  | 76% |
| 10    | Дания            | 1 | 8 | 50 | 72 | 32 | 41 | 10 | 6  | 73% |

Результаты
Время местное (UTC+9).

| Площадка A       | 1 | 2 | 3 | 4 | 5 | 6 | 7 | 8 | 9 | 10 | Всего |
| Канада           | 0 | 1 | 0 | 0 | 0 | 2 | 1 | 0 | 0 | 2  | 6     |
| Республика Корея | 1 | 0 | 0 | 1 | 2 | 0 | 0 | 1 | 3 | 0  | 8     |

| Площадка B       | 1 | 2 | 3 | 4 | 5 | 6 | 7 | 8 | 9 | 10 | Всего |
| Республика Корея | 1 | 0 | 1 | 1 | 1 | 0 | 1 | 0 | 2 | 0  | 7     |
| Швейцария        | 0 | 2 | 0 | 0 | 0 | 1 | 0 | 1 | 0 | 1  | 5     |

| Площадка D       | 1 | 2 | 3 | 4 | 5 | 6 | 7 | 8 | 9 | 10 | Всего |
| Китай            | 0 | 1 | 0 | 1 | 0 | 2 | 1 | 0 | Х | Х  | 5     |
| Республика Корея | 3 | 0 | 3 | 0 | 4 | 0 | 0 | 2 | Х | Х  | 12    |

| Площадка B       | 1 | 2 | 3 | 4 | 5 | 6 | 7 | 8 | 9 | 10 | Всего |
| США              | 2 | 0 | 1 | 0 | 0 | 1 | 0 | 2 | 0 | X  | 6     |
| Республика Корея | 0 | 1 | 0 | 1 | 4 | 0 | 1 | 0 | 2 | X  | 9     |

| Площадка D       | 1 | 2 | 3 | 4 | 5 | 6 | 7 | 8 | 9 | 10 | Всего |
| Республика Корея | 0 | 1 | 0 | 3 | 2 | 0 | 3 | X | X | X  | 9     |
| Дания            | 0 | 0 | 2 | 0 | 0 | 1 | 0 | X | X | X  | 3     |

| Площадка D       | 1 | 2 | 3 | 4 | 5 | 6 | 7 | 8 | 9 | 10 | Всего |
| Республика Корея | 0 | 2 | 0 | 1 | 0 | 1 | 1 | 0 | 0 | 0  | 5     |
| Япония           | 1 | 0 | 1 | 0 | 1 | 0 | 0 | 1 | 2 | 1  | 7     |

| Площадка C       | 1 | 2 | 3 | 4 | 5 | 6 | 7 | 8 | 9 | 10 | Всего |
| Республика Корея | 0 | 0 | 0 | 1 | 1 | 0 | 0 | 2 | 2 | 1  | 7     |
| Великобритания   | 0 | 0 | 1 | 0 | 0 | 1 | 2 | 0 | 0 | 0  | 4     |

| Площадка C       | 1 | 2 | 3 | 4 | 5 | 6 | 7 | 8 | 9 | 10 | Всего |
| Швеция           | 1 | 0 | 0 | 0 | 1 | 0 | 1 | 0 | 2 | 1  | 6     |
| Республика Корея | 0 | 1 | 0 | 2 | 0 | 2 | 0 | 2 | 0 | 0  | 7     |

| Площадка A       | 1 | 2 | 3 | 4 | 5 | 6 | 7 | 8 | 9 | 10 | Всего |
| Республика Корея | 3 | 3 | 3 | 0 | 2 | 0 | X | X | X | X  | 11    |
| ОСР              | 0 | 0 | 0 | 1 | 0 | 1 | X | X | X | X  | 2     |

Полуфинал
23 февраля, 20:05
| Команда          | 1 | 2 | 3 | 4 | 5 | 6 | 7 | 8 | 9 | 10 | 11 | Всего |
| Республика Корея | 3 | 0 | 1 | 0 | 2 | 0 | 0 | 1 | 0 | 0  | 1  | 8     |
| Япония           | 0 | 2 | 0 | 1 | 0 | 1 | 0 | 0 | 2 | 1  | 0  | 7     |

Финал
25 февраля, 09:05
| Команда          | 1 | 2 | 3 | 4 | 5 | 6 | 7 | 8 | 9 | 10 | Всего |
| Швеция           | 0 | 0 | 2 | 1 | 1 | 0 | 3 | 0 | 1 | Х  | 8     |
| Республика Корея | 1 | 0 | 0 | 0 | 0 | 1 | 0 | 1 | 0 | Х  | 3     |

Итог: женская сборная Республики Корея по кёрлингу по результатам олимпийского турнира стали обладательницами серебряных наград.

#### Смешанные пары
Соревнования среди смешанных пар дебютируют в программе зимних Олимпийских игр. Олимпийскую лицензию в турнире смешанных пар сборная Республики Корея получила, как страна-хозяйка, заняв при этом по результатам последних двух чемпионатов мира итоговое 10-е место.
Состав
| Мужчина    | Женщина    |
| ---------- | ---------- |
| Ли Ги Джон | Чан Хе Джи |

| Место | Команда          | В | П | КЗ | КП | ВЭ | ПЭ | ОЭ | УЭ | ППД |
| ----- | ---------------- | - | - | -- | -- | -- | -- | -- | -- | --- |
| 1     | Канада           | 6 | 1 | 52 | 26 | 29 | 20 | 0  | 9  | 80% |
| 2     | Швейцария        | 5 | 2 | 45 | 33 | 29 | 26 | 0  | 10 | 72% |
| 3     | ОСР              | 4 | 3 | 36 | 44 | 26 | 27 | 1  | 7  | 67% |
| 4     | Китай            | 4 | 3 | 47 | 42 | 27 | 27 | 1  | 6  | 72% |
| 5     | Норвегия         | 4 | 3 | 39 | 43 | 26 | 25 | 1  | 8  | 74% |
| 6     | Республика Корея | 2 | 5 | 42 | 47 | 26 | 26 | 1  | 7  | 70% |
| 7     | США              | 2 | 5 | 37 | 43 | 26 | 25 | 0  | 9  | 74% |
| 8     | Финляндия        | 1 | 6 | 35 | 53 | 23 | 29 | 0  | 6  | 66% |

Результаты
Время местное (UTC+9).

| Площадка C       | 1 | 2 | 3 | 4 | 5 | 6 | 7 | 8 | Всего |
| Республика Корея | 3 | 1 | 1 | 0 | 0 | 0 | 4 | X | 9     |
| Финляндия        | 0 | 0 | 0 | 1 | 2 | 1 | 0 | X | 4     |

| Площадка A       | 1 | 2 | 3 | 4 | 5 | 6 | 7 | 8 | Всего |
| Республика Корея | 0 | 0 | 0 | 1 | 0 | 2 | 0 | X | 3     |
| Норвегия         | 1 | 3 | 1 | 0 | 1 | 0 | 2 | X | 8     |

| Площадка D       | 1 | 2 | 3 | 4 | 5 | 6 | 7 | 8 | 9 | Всего |
| Республика Корея | 1 | 0 | 1 | 0 | 0 | 1 | 0 | 2 | 0 | 5     |
| ОСР              | 0 | 1 | 0 | 2 | 1 | 0 | 1 | 0 | 1 | 6     |

| Площадка D       | 1 | 2 | 3 | 4 | 5 | 6 | 7 | 8 | Всего |
| Канада           | 1 | 1 | 0 | 2 | 1 | 0 | 2 | 1 | 8     |
| Республика Корея | 0 | 0 | 2 | 0 | 0 | 1 | 0 | 0 | 3     |

| Площадка B       | 1 | 2 | 3 | 4 | 5 | 6 | 7 | 8 | 9 | Всего |
| Республика Корея | 0 | 1 | 0 | 0 | 4 | 0 | 2 | 0 | 0 | 7     |
| Китай            | 2 | 0 | 3 | 1 | 0 | 1 | 0 | 0 | 1 | 8     |

| Площадка C       | 1 | 2 | 3 | 4 | 5 | 6 | 7 | 8 | Всего |
| США              | 0 | 1 | 0 | 0 | 0 | 0 | X | X | 1     |
| Республика Корея | 2 | 0 | 2 | 3 | 1 | 1 | X | X | 9     |

| Площадка B       | 1 | 2 | 3 | 4 | 5 | 6 | 7 | 8 | Всего |
| Швейцария        | 2 | 1 | 0 | 1 | 1 | 0 | 1 | 0 | 6     |
| Республика Корея | 0 | 0 | 1 | 0 | 0 | 1 | 0 | 2 | 4     |

Итог: Сборная Республики Кореи по кёрлингу среди смешанных пар по результатам олимпийского турнира заняла 6-е место.

### Коньковые виды спорта

#### Конькобежный спорт
По сравнению с прошлыми Играми в программе конькобежного спорта произошёл ряд изменений. Были добавлены соревнвнования в масс-старте, где спортсменам необходимо будет преодолеть 16 кругов, с тремя промежуточными финишами, набранные очки на которых помогут в распределении мест, начиная с 4-го. Также впервые с 1994 года конькобежцы будут бежать дистанцию 500 метров только один раз. Распределение квот происходило по итогам первых четырёх этапов Кубка мира. По их результатам был сформирован сводный квалификационный список, согласно которому сборная Южной Кореи стала обладателем 22 олимпийских лицензий на 11 дистанциях.
Мужчины
Индивидуальные гонки
| Соревнование  | Спортсмены  | Результат | Место | Отставание |
| ------------- | ----------- | --------- | ----- | ---------- |
| 500 метров    | Чха Мин Гю  | 34,42     | 2     | +0,01      |
| 500 метров    | Ким Джун Хо | 35,01     | 12    | +0,60      |
| 500 метров    | Мо Тхэ Бом  | 35,154    | 16    | +0,74      |
| 1000 метров   | Ким Тхэ Юн  | 1:08,22   | 3     | +0,27      |
| 1000 метров   | Чха Мин Гю  | 1:09,27   | 12    | +1,32      |
| 1000 метров   | Чон Чжэ Ун  | 1:09,43   | 13    | +1,48      |
| 1500 метров   | Ким Минсок  | 1:44,93   | 3     | +0,92      |
| 1500 метров   | Чу Хён Джун | 1:46,65   | 17    | +2,64      |
| 5000 метров   | Ли Сын Хун  | 6:14,15   | 5     | +4,39      |
| 10 000 метров | Ли Сын Хун  | 12:55,54  | 4     | +15,77     |

Масс-старт
| Соревнование | Спортсмены  | Полуфинал | Полуфинал | Полуфинал | Полуфинал | Полуфинал | Финал | Финал | Финал   | Финал |
| Соревнование | Спортсмены  | Забег     | Круги     | Очки      | Время     | Место     | Круги | Очки  | Время   | Место |
| ------------ | ----------- | --------- | --------- | --------- | --------- | --------- | ----- | ----- | ------- | ----- |
| масс-старт   | Ли Сын Хун  | 1         | 16        | 5         | 8:45,37   | 6 Q       | 16    | 60    | 7:43,97 | 1     |
| масс-старт   | Чон Джэ Вон | 2         | 16        | 5         | 8:17,02   | 6 Q       | 16    | 1     | 8:32,71 | 8     |

Командная гонка
| Соревнование    | Спортсмены                        | Четвертьфинал | Четвертьфинал | Четвертьфинал | Полуфинал                     | Финал                | Итоговое Место |
| Соревнование    | Спортсмены                        | Забег         | Время         | Место         | Соперник / Результат          | Соперник / Результат | Итоговое Место |
| --------------- | --------------------------------- | ------------- | ------------- | ------------- | ----------------------------- | -------------------- | -------------- |
| командная гонка | Ли Сын Хун Чон Джэ Вон Ким Минсок | 2             | 3:39,29       | 1 Q           | Новая Зеландия · В 3:38,82 QA | Финал A              | 2              |
| командная гонка | Ли Сын Хун Чон Джэ Вон Ким Минсок | 2             | 3:39,29       | 1 Q           | Новая Зеландия · В 3:38,82 QA | Норвегия · П 3:38,52 | 2              |

Женщины
Индивидуальные гонки
| Соревнование | Спортсмены  | Результат | Место | Отставание |
| ------------ | ----------- | --------- | ----- | ---------- |
| 500 метров   | Ли Сан Хва  | 37,33     | 2     | +0,39      |
| 500 метров   | Ким Хён Ён  | 38,251    | 12    | +1,31      |
| 500 метров   | Ким Мин Сон | 38,534    | 16    | +1,59      |
| 1000 метров  | Пак Сын Хи  | 1:16,11   | 16    | +2,55      |
| 1000 метров  | Ким Хён Ён  | 1:16,366  | 18    | +2,80      |
| 1500 метров  | Но Сон Ён   | 1:58,75   | 14    | +4,40      |
| 3000 метров  | Ким Бо Рым  | 4:12,79   | 18    | +13,58     |

Масс-старт
| Соревнование | Спортсмены | Полуфинал | Полуфинал | Полуфинал | Полуфинал | Полуфинал | Финал                 | Финал                 | Финал                 | Финал                 |
| Соревнование | Спортсмены | Забег     | Круги     | Очки      | Время     | Место     | Круги                 | Очки                  | Время                 | Место                 |
| ------------ | ---------- | --------- | --------- | --------- | --------- | --------- | --------------------- | --------------------- | --------------------- | --------------------- |
| масс-старт   | Ким Бо Рым | 1         | 16        | 4         | 9:22,21   | 6 Q       | 16                    | 40                    | 8:32,99               | 2                     |
| масс-старт   | Пак Чи У   | 2         | 16        | 1         | 8:33,43   | 9         | завершила выступление | завершила выступление | завершила выступление | завершила выступление |

Командная гонка
| Соревнование    | Спортсмены                    | Четвертьфинал | Четвертьфинал | Четвертьфинал | Полуфинал            | Финал                | Итоговое Место |
| Соревнование    | Спортсмены                    | Забег         | Время         | Место         | Соперник / Результат | Соперник / Результат | Итоговое Место |
| --------------- | ----------------------------- | ------------- | ------------- | ------------- | -------------------- | -------------------- | -------------- |
| командная гонка | Ким Бо Рым Пак Чи У Но Сон Ён | 1             | 3:03,76       | 7 QD          | не участвовали       | Финал D              | 8              |
| командная гонка | Ким Бо Рым Пак Чи У Но Сон Ён | 1             | 3:03,76       | 7 QD          | не участвовали       | Польша · П 3:07,30   | 8              |

#### Фигурное катание
Большинство олимпийских лицензий на Игры 2018 года были распределены по результатам выступления спортсменов в рамках чемпионата мира 2017 года. По его итогам сборная Кореи смогла завоевать две лицензии в женском одиночном катании, что стало возможным благодаря десятому месту Чхве Дабин. Для получения недостающих олимпийских квот необходимо было успешно выступить на турнире Nebelhorn Trophy, где нужно было попасть в число 4-6 сильнейших в зависимости дисциплине. По итогам трёх дней соревнований корейским спортсменам удалось завоевать недостающие лицензии в мужском разряде и танцах на льду. Также Республика Корея, как страна-хозяйка, получила право заявить один дуэт в парном катании.
Также корейские фигуристы смогли завоевать право выступить в командных соревнованиях.
| Соревнование              | Спортсмены                | Короткая программа | Короткая программа | Произвольная программа | Произвольная программа | Всего        | Всего |
| Соревнование              | Спортсмены                | Сумма баллов       | Место              | Сумма баллов           | Место                  | Сумма баллов | Место |
| ------------------------- | ------------------------- | ------------------ | ------------------ | ---------------------- | ---------------------- | ------------ | ----- |
| мужское одиночное катание | Чха Джунхван              | 83,43              | 15 Q               | 165,16                 | 14                     | 248,59       | 15    |
| женское одиночное катание | Чхве Дабин                | 67,77              | 8 Q                | 131,49                 | 8                      | 199,26       | 7     |
| женское одиночное катание | Ким Ханыль                | 54,33              | 21 Q               | 121,38                 | 10                     | 175,71       | 13    |
| парное катание            | Ким Гю Ын Кам Ган Чхан    | 42,93              | 22                 | завершили выступление  | завершили выступление  | 42,93        | 22    |
| танцы на льду             | Мин Ю Ра Александр Гэмлин | 61,22              | 16 Q               | 86,52                  | 19                     | 147,74       | 18    |

Командные соревнования
| Соревнование           | Спортсмены                                                                   | Короткая программа      | Короткая программа      | Короткая программа      | Короткая программа     | Произвольная программа | Произвольная программа | Произвольная программа | Произвольная программа | Всего     | Всего |
| Соревнование           | Спортсмены                                                                   | Мужчины                 | Женщины                 | Пары                    | Танцы                  | Мужчины                | Женщины                | Пары                   | Танцы                  | Результат | Место |
| ---------------------- | ---------------------------------------------------------------------------- | ----------------------- | ----------------------- | ----------------------- | ---------------------- | ---------------------- | ---------------------- | ---------------------- | ---------------------- | --------- | ----- |
| командные соревнования | Чха Джунхван Чхве Дабин Ким Гю Ын / Кам Ган Чхан Мин Ю Ра / Александр Гэмлин | 77,70 6-е место 5 очков | 65,73 6-е место 5 очков | 52,10 10-е место 1 очко | 51,97 9-е место 2 очка | завершили выступление  | завершили выступление  | завершили выступление  | завершили выступление  | 13        | 9     |

#### Шорт-трек
Квалификация на зимние Олимпийские игры в шорт-треке проходила по результатам четырёх этапов Кубка мира 2017/2018. По итогам этих турниров был сформирован олимпийский квалификационный лист, согласно которому сборная Южной Кореи попала в число восьми сильнейших в эстафетном зачёте, как у мужчин, так и у женщин. Благодаря этому корейская сборная получила возможность заявить для участия в Играх по 5 спортсменов.
Мужчины
| Соревнование | Спортсмены                                                  | Отборочный раунд | Отборочный раунд | Отборочный раунд | Четвертьфинал | Четвертьфинал | Четвертьфинал | Полуфинал            | Полуфинал            | Полуфинал            | Финал                | Финал                | Итоговое место |
| Соревнование | Спортсмены                                                  | Забег            | Результат        | Место            | Забег         | Результат     | Место         | Забег                | Результат            | Место                | Результат            | Место                | Итоговое место |
| ------------ | ----------------------------------------------------------- | ---------------- | ---------------- | ---------------- | ------------- | ------------- | ------------- | -------------------- | -------------------- | -------------------- | -------------------- | -------------------- | -------------- |
| 500 метров   | Хван Дэ Хон                                                 | 7                | 40,758           | 1 Q              | 2             | 40,861        | 2 Q           | 2                    | 40,108               | 1 QA                 | Финал A              | Финал A              | 2              |
| 500 метров   | Хван Дэ Хон                                                 | 7                | 40,758           | 1 Q              | 2             | 40,861        | 2 Q           | 2                    | 40,108               | 1 QA                 | 39,854               | 2                    | 2              |
| 500 метров   | Лим Хё Джун                                                 | 4                | 40,418           | 1 Q              | 4             | 40,400        | 1 Q           | 2                    | 40,132               | 2 QA                 | Финал A              | Финал A              | 3              |
| 500 метров   | Лим Хё Джун                                                 | 4                | 40,418           | 1 Q              | 4             | 40,400        | 1 Q           | 2                    | 40,132               | 2 QA                 | 39,919               | 3                    | 3              |
| 500 метров   | Со И Ра                                                     | 3                | 40,438           | 1 Q              | 3             | 1:17,779      | 4             | завершил выступление | завершил выступление | завершил выступление | завершил выступление | завершил выступление | 14             |
| 1000 метров  | Со И Ра                                                     | 6                | 1:24,734         | 2                | 1             | 1:24,053      | 1             | 2                    | 1:24,252             | 2 QA                 | Финал A              | Финал A              | 3              |
| 1000 метров  | Со И Ра                                                     | 6                | 1:24,734         | 2                | 1             | 1:24,053      | 1             | 2                    | 1:24,252             | 2 QA                 | 1:31,619             | 3                    | 3              |
| 1000 метров  | Лим Хё Джун                                                 | 2                | 1:23,971         | 1                | 1             | 1:24,095      | 2             | 1                    | 1:26,463             | 1 QA                 | Финал A              | Финал A              | 4              |
| 1000 метров  | Лим Хё Джун                                                 | 2                | 1:23,971         | 1                | 1             | 1:24,095      | 2             | 1                    | 1:26,463             | 1 QA                 | 1:33,312             | 4                    | 4              |
| 1000 метров  | Хван Дэ Хон                                                 | 7                | 1:24,457         | 1                | 1             | PEN           | PEN           | завершил выступление | завершил выступление | завершил выступление | завершил выступление | завершил выступление | 17             |
| 1500 метров  | Лим Хё Джун                                                 | 4                | 2:13,891         | 1                | не проводится | не проводится | не проводится | 3                    | 2:11,389             | 1                    | Финал A              | Финал A              | 1              |
| 1500 метров  | Лим Хё Джун                                                 | 4                | 2:13,891         | 1                | не проводится | не проводится | не проводится | 3                    | 2:11,389             | 1                    | 2:10,485             | 1                    | 1              |
| 1500 метров  | Со И Ра                                                     | 5                | 2:18,750         | 1                | не проводится | не проводится | не проводится | 1                    | 2:11,126             | 3                    | Финал B              | Финал B              | 9              |
| 1500 метров  | Со И Ра                                                     | 5                | 2:18,750         | 1                | не проводится | не проводится | не проводится | 1                    | 2:11,126             | 3                    | 2:26,346             | 2                    | 9              |
| 1500 метров  | Хван Дэ Хон                                                 | 3                | 2:15,561         | 1                | не проводится | не проводится | не проводится | 3                    | 2:11,469             | 2                    | Финал A              | Финал A              | 14             |
| 1500 метров  | Хван Дэ Хон                                                 | 3                | 2:15,561         | 1                | не проводится | не проводится | не проводится | 3                    | 2:11,469             | 2                    | DNF                  |                      | 14             |
| эстафета     | Ким До Гём Квак Юн Ги Лим Хё Джун Со И Ра FA Хван Дэ Хон SF | не проводится    | не проводится    | не проводится    | не проводится | не проводится | не проводится | 2                    | 6:34,510             | 1 QA                 | Финал A              | Финал A              | 4              |
| эстафета     | Ким До Гём Квак Юн Ги Лим Хё Джун Со И Ра FA Хван Дэ Хон SF | не проводится    | не проводится    | не проводится    | не проводится | не проводится | не проводится | 2                    | 6:34,510             | 1 QA                 | 6:42,118             | 4                    | 4              |

Женщины
| Соревнование | Спортсмены                                                   | Отборочный раунд | Отборочный раунд | Отборочный раунд | Четвертьфинал         | Четвертьфинал         | Четвертьфинал         | Полуфинал             | Полуфинал             | Полуфинал             | Финал                 | Финал                 | Итоговое место |
| Соревнование | Спортсмены                                                   | Забег            | Результат        | Место            | Забег                 | Результат             | Место                 | Забег                 | Результат             | Место                 | Результат             | Место                 | Итоговое место |
| ------------ | ------------------------------------------------------------ | ---------------- | ---------------- | ---------------- | --------------------- | --------------------- | --------------------- | --------------------- | --------------------- | --------------------- | --------------------- | --------------------- | -------------- |
| 500 метров   | Чхве Мин Джон                                                | 8                | 42,870           | 1 Q              | 4                     | 42,996                | 2 Q                   | 1                     | 42,422                | 1 QA                  | Финал A               | Финал A               | 6              |
| 500 метров   | Чхве Мин Джон                                                | 8                | 42,870           | 1 Q              | 4                     | 42,996                | 2 Q                   | 1                     | 42,422                | 1 QA                  | PEN                   |                       | 6              |
| 500 метров   | Сим Сок Хи                                                   | 4                | 43,048           | 3                | завершила выступление | завершила выступление | завершила выступление | завершила выступление | завершила выступление | завершила выступление | завершила выступление | завершила выступление | 17             |
| 500 метров   | Ким А Ран                                                    | 5                | 43,724           | 3                | завершила выступление | завершила выступление | завершила выступление | завершила выступление | завершила выступление | завершила выступление | завершила выступление | завершила выступление | 19             |
| 1000 метров  | Чхве Мин Джон                                                | 2                | 1:31,190         | 1 Q              | 3                     | 1:30,940              | 1 Q                   | 2                     | 1:31,131              | 3 ADVA                | Финал A               | Финал A               | 4              |
| 1000 метров  | Чхве Мин Джон                                                | 2                | 1:31,190         | 1 Q              | 3                     | 1:30,940              | 1 Q                   | 2                     | 1:31,131              | 3 ADVA                | 1:42,434              | 4                     | 4              |
| 1000 метров  | Ким А Ран                                                    | 7                | 1:30,459         | 1 Q              | 1                     | 1:30,137              | 2 Q                   | 1                     | 1:29,212              | 3 QB                  | Финал B               | Финал B               | 5              |
| 1000 метров  | Ким А Ран                                                    | 7                | 1:30,459         | 1 Q              | 1                     | 1:30,137              | 2 Q                   | 1                     | 1:29,212              | 3 QB                  | —                     | 1                     | 5              |
| 1000 метров  | Сим Сок Хи                                                   | 1                | 1:34,940         | 1 Q              | 4                     | 1:29,159              | 1 Q                   | 2                     | 1:30,974              | 2 QA                  | Финал A               | Финал A               | 6              |
| 1000 метров  | Сим Сок Хи                                                   | 1                | 1:34,940         | 1 Q              | 4                     | 1:29,159              | 1 Q                   | 2                     | 1:30,974              | 2 QA                  | PEN                   |                       | 6              |
| 1500 метров  | Чхве Мин Джон                                                | 6                | 2:24,595         | 1 Q              | не проводится         | не проводится         | не проводится         | 3                     | 2:22,295              | 1 QA                  | Финал A               | Финал A               | 1              |
| 1500 метров  | Чхве Мин Джон                                                | 6                | 2:24,595         | 1 Q              | не проводится         | не проводится         | не проводится         | 3                     | 2:22,295              | 1 QA                  | 2:24,948              | 1                     | 1              |
| 1500 метров  | Ким А Ран                                                    | 4                | 2:20,891         | 1 Q              | не проводится         | не проводится         | не проводится         | 1                     | 2:22,691              | 1 QA                  | Финал A               | Финал A               | 4              |
| 1500 метров  | Ким А Ран                                                    | 4                | 2:20,891         | 1 Q              | не проводится         | не проводится         | не проводится         | 1                     | 2:22,691              | 1 QA                  | 2:25,941              | 4                     | 4              |
| 1500 метров  | Сим Сок Хи                                                   | 1                | 2:39,984         | 5                | не проводится         | не проводится         | не проводится         | завершила выступление | завершила выступление | завершила выступление | завершила выступление | завершила выступление | 29             |
| эстафета     | Сим Сок Хи Чхве Мин Джон Ким Е Чжин Ким А Ран FA Ли Ю Бин SF | не проводится    | не проводится    | не проводится    | не проводится         | не проводится         | не проводится         | 1                     | 4:06,387              | 1 QA                  | Финал A               | Финал A               | 1              |
| эстафета     | Сим Сок Хи Чхве Мин Джон Ким Е Чжин Ким А Ран FA Ли Ю Бин SF | не проводится    | не проводится    | не проводится    | не проводится         | не проводится         | не проводится         | 1                     | 4:06,387              | 1 QA                  | 4:07,361              | 1                     | 1              |

### Лыжные виды спорта

#### Горнолыжный спорт
Квалификация спортсменов для участия в Олимпийских играх осуществлялась на основании специального квалификационного рейтинга FIS по состоянию на 21 января 2018 года. При этом НОК для участия в Олимпийских играх мог выбрать только того спортсмена, который вошёл в топ-500 олимпийского рейтинга в своей дисциплине, и при этом имел определённое количество очков, согласно квалификационной таблице. Страны, не имеющие участников в числе 500 сильнейших спортсменов, могли претендовать только на квоты категории B в технических дисциплинах. По итогам квалификационного отбора сборная Республики Корея завоевала 4 олимпийские лицензии.
Мужчины
| Соревнование      | Спортсмены  | Скоростной спуск/ 1 спуск | Скоростной спуск/ 1 спуск | Слалом/ 2 спуск | Слалом/ 2 спуск | Всего   | Место | Отставание |
| Соревнование      | Спортсмены  | Время                     | Место                     | Время           | Место           | Всего   | Место | Отставание |
| ----------------- | ----------- | ------------------------- | ------------------------- | --------------- | --------------- | ------- | ----- | ---------- |
| скоростной спуск  | Ким Дон У   | не проводится             | не проводится             | не проводится   | не проводится   | 1:47,99 | 48    | +7,74      |
| супергигант       | Ким Дон У   | не проводится             | не проводится             | не проводится   | не проводится   | 1:31,64 | 44    | +7,20      |
| комбинация        | Ким Дон У   | 1:24,02                   | 56                        | 53,02           | 31              | 2:17,04 | 33    | +10,52     |
| слалом            | Чон Дон Хён | 51,79                     | 31                        | 53,28           | 28              | 1:45,07 | 27    | +6,08      |
| слалом            | Ким Дон У   | DNF                       | DNF                       | —               | —               | —       | —     | —          |
| гигантский слалом | Ким Дон У   | 1:14,49                   | 43                        | 1:15,56         | 41              | 2:30,05 | 39    | +12,01     |
| гигантский слалом | Чон Дон Хён | DNF                       | DNF                       | —               | —               | —       | —     | —          |

Женщины
| Соревнование      | Спортсмены | Скоростной спуск/ 1 спуск | Скоростной спуск/ 1 спуск | Слалом/ 2 спуск | Слалом/ 2 спуск | Всего   | Место | Отставание |
| Соревнование      | Спортсмены | Время                     | Место                     | Время           | Место           | Всего   | Место | Отставание |
| ----------------- | ---------- | ------------------------- | ------------------------- | --------------- | --------------- | ------- | ----- | ---------- |
| слалом            | Кан Ён Со  | DNF                       | DNF                       | —               | —               | —       | —     | —          |
| слалом            | Ким Со Хи  | DNF                       | DNF                       | —               | —               | —       | —     | —          |
| гигантский слалом | Ким Со Хи  | 1:19,13                   | 48                        | 1:16,24         | 45              | 2:35,37 | 45    | +15,35     |
| гигантский слалом | Кан Ён Со  | 1:19,67                   | 50                        | 1:17,39         | 48              | 2:37,06 | 47    | +17,04     |

Командные соревнования
Командные соревнования в горнолыжном спорте дебютируют в программе Олимпийских игр. Состав сборной состоит из 4 спортсменов (2 мужчин и 2 женщин). Командные соревнования проводятся как параллельные соревнования с использованием ворот и флагов гигантского слалома. Победитель каждого индивидуального тура приносит 1 очко своей команде. При равном счёте каждая команда получает по одному очку. Если равный счёт имеет место в конце тура (2:2), команда с лучшим суммарным временем лучшей женщины и лучшего мужчины (или вторыми лучшими, если первые имеют равное время) выигрывает тур.
| Соревнование           | Спортсмены                                | 1/8 финала           | 1/4 финала            | Полуфинал             | Финал                 | Место |
| Соревнование           | Спортсмены                                | Соперник / Результат | Соперник / Результат  | Соперник / Результат  | Соперник / Результат  | Место |
| ---------------------- | ----------------------------------------- | -------------------- | --------------------- | --------------------- | --------------------- | ----- |
| командные соревнования | Кан Ён Со Ким Дон У Ким Со Хи Чон Дон Хён | Австрия (1) · П 0:4  | завершили выступление | завершили выступление | завершили выступление | 9     |

#### Лыжное двоеборье
Лыжное двоеборье остаётся единственной олимпийской дисциплиной в программе зимних Игр, в которой участвуют только мужчины. Квалификация спортсменов для участия в Олимпийских играх осуществлялась на основании специального квалификационного рейтинга FIS по состоянию на 21 января 2018 года. По итогам квалификационного отбора сборная Республики Корея завоевала одну олимпийскую лицензию.
Мужчины
| Соревнование              | Спортсмены | Прыжки с трамплина | Прыжки с трамплина | Лыжная гонка | Лыжная гонка | Лыжная гонка | Итоговое время | Место | Отставание |
| Соревнование              | Спортсмены | Результат          | Место              | Гандикап     | Результат    | Место        | Итоговое время | Место | Отставание |
| ------------------------- | ---------- | ------------------ | ------------------ | ------------ | ------------ | ------------ | -------------- | ----- | ---------- |
| нормальный трамплин/10 км | Пак Че Он  | 73,3               | 42                 | +3,49        | 27:07.,5     | 47           | 30:56,5        | 46    | +6:05,1    |
| большой трамплин/10 км    | Пак Че Он  | 60,4               | 48                 | +5,14        | 26:14,8      | 45           | 31:28,8        | 47    | +7:36,3    |

#### Лыжные гонки
Квалификация спортсменов для участия в Олимпийских играх осуществлялась на основании специального квалификационного рейтинга FIS по состоянию на 21 января 2018 года. Для получения олимпийской лицензии категории «A» спортсменам необходимо было набрать максимум 100 очков в дистанционном рейтинге FIS. При этом каждый НОК может заявить на Игры 1 мужчину и 1 женщины, если они выполнили квалификационный критерий «B», по которому они смогут принять участие в спринте и гонках на 10 км для женщин или 15 км для мужчин. По итогам квалификационного отбора сборная Республики Корея завоевала 4 олимпийские лицензии категории «A».
Мужчины
Дистанционные гонки
| Соревнование              | Спортсмены | Результат | Место | Отставание |
| ------------------------- | ---------- | --------- | ----- | ---------- |
| 15 км свободным стилем    | Магнус Ким | 36:39,0   | 45    | +2:55,1    |
| 15 км свободным стилем    | Ким Ын Хо  | 39:07,9   | 85    | +5:24,0    |
| скиатлон 15+15 км         | Ким Ын Хо  | LAP       | 64    | —          |
| 50 км классическим стилем | Магнус Ким | 2:24:14,0 | 47    | +15:51,9   |
| 50 км классическим стилем | Ким Ын Хо  | LAP       | 63    | —          |

Спринт
| Соревнование     | Спортсмены           | Квалификация  | Квалификация  | Четвертьфинал        | Четвертьфинал        | Четвертьфинал        | Полуфинал            | Полуфинал            | Полуфинал            | Финал                 | Финал                 | Итоговое место |
| Соревнование     | Спортсмены           | Результат     | Место         | Заезд                | Результат            | Место                | Заезд                | Результат            | Место                | Результат             | Место                 | Итоговое место |
| ---------------- | -------------------- | ------------- | ------------- | -------------------- | -------------------- | -------------------- | -------------------- | -------------------- | -------------------- | --------------------- | --------------------- | -------------- |
| спринт           | Магнус Ким           | 3:22,36       | 49            | завершил выступление | завершил выступление | завершил выступление | завершил выступление | завершил выступление | завершил выступление | завершил выступление  | завершил выступление  | 49             |
| командный спринт | Магнус Ким Ким Ын Хо | не проводится | не проводится | не проводится        | не проводится        | не проводится        | 2                    | 17:56,71             | 13                   | завершили выступление | завершили выступление | 26             |

Женщины
Дистанционные гонки
| Соревнование           | Спортсмены | Результат | Место | Отставание |
| ---------------------- | ---------- | --------- | ----- | ---------- |
| 10 км свободным стилем | Ли Чхэ Вон | 28:37,5   | 51    | +3:37,0    |
| 10 км свободным стилем | Чу Хе Ри   | 31:27,1   | 79    | +6:26,6    |
| скиатлон 7,5+7,5 км    | Ли Чхэ Вон | 46:44,5   | 57    | +5:59,6    |

Спринт
| Соревнование     | Спортсмены          | Квалификация  | Квалификация  | Четвертьфинал         | Четвертьфинал         | Четвертьфинал         | Полуфинал             | Полуфинал             | Полуфинал             | Финал                 | Финал                 | Итоговое место |
| Соревнование     | Спортсмены          | Результат     | Место         | Заезд                 | Результат             | Место                 | Заезд                 | Результат             | Место                 | Результат             | Место                 | Итоговое место |
| ---------------- | ------------------- | ------------- | ------------- | --------------------- | --------------------- | --------------------- | --------------------- | --------------------- | --------------------- | --------------------- | --------------------- | -------------- |
| спринт           | Чу Хе Ри            | 4:11,92       | 67            | завершила выступление | завершила выступление | завершила выступление | завершила выступление | завершила выступление | завершила выступление | завершила выступление | завершила выступление | 67             |
| командный спринт | Ли Чхэ Вон Чу Хе Ри | не проводится | не проводится | не проводится         | не проводится         | не проводится         | 1                     | 19:19,17              | 11                    | завершили выступление | завершили выступление | 21             |

#### Прыжки на лыжах с трамплина
Квалификация спортсменов для участия в Олимпийских играх осуществлялась на основании специального квалификационного рейтинга FIS по состоянию на 21 января 2018 года. По итогам квалификационного отбора сборная Южной Кореи завоевала две олимпийские лицензии, а после перераспределения квот получила ещё одну.
Мужчины
| Соревнование         | Спортсмены                                     | Квалификация  | Квалификация  | Финал                     | Финал                | Финал                 | Финал                 | Финал                 | Финал                 | Итоговое место |
| Соревнование         | Спортсмены                                     | Результат     | Место         | 1 прыжок                  | 1 прыжок             | 2 прыжок              | 2 прыжок              | Всего                 | Место                 | Итоговое место |
| Соревнование         | Спортсмены                                     | Результат     | Место         | Результат                 | Место                | Результат             | Место                 | Всего                 | Место                 | Итоговое место |
| -------------------- | ---------------------------------------------- | ------------- | ------------- | ------------------------- | -------------------- | --------------------- | --------------------- | --------------------- | --------------------- | -------------- |
| нормальный трамплин  | Чхве Со У                                      | 94,7          | 39 Q          | 83,9                      | 41                   | завершил выступление  | завершил выступление  | завершил выступление  | завершил выступление  | 41             |
| нормальный трамплин  | Ким Хён Ги                                     | 83,1          | 52            | завершил выступление      | завершил выступление | завершил выступление  | завершил выступление  | завершил выступление  | завершил выступление  | 52             |
| большой трамплин     | Чхве Со У                                      | 73,5          | 46 Q          | 93,2                      | 45                   | завершил выступление  | завершил выступление  | завершил выступление  | завершил выступление  | 45             |
| большой трамплин     | Ким Хён Ги                                     | 46,4          | 55            | завершил выступление      | завершил выступление | завершил выступление  | завершил выступление  | завершил выступление  | завершил выступление  | 55             |
| командное первенство | Ким Хён Ги Пак Чжэ Ун Чхве Хын Чхоль Чхве Со У | не проводится | не проводится | 274,5 68,8 29,4 83,3 93,0 | 12 11                | завершили выступление | завершили выступление | завершили выступление | завершили выступление | 12             |

Женщины
| Соревнование        | Спортсмены | 1 прыжок  | 1 прыжок | 2 прыжок              | 2 прыжок              | Всего | Место |
| Соревнование        | Спортсмены | Результат | Место    | Результат             | Место                 | Всего | Место |
| ------------------- | ---------- | --------- | -------- | --------------------- | --------------------- | ----- | ----- |
| нормальный трамплин | Пак Кю Рим | 14,2      | 35       | завершила выступление | завершила выступление | 14,2  | 35    |

#### Сноуборд
По сравнению с прошлыми Играми в программе соревнований произошёл ряд изменений. Вместо параллельного слалома были добавлены соревнования в биг-эйре. Во всех дисциплинах, за исключением мужского сноуборд-кросса, изменилось количество участников соревнований, был отменён полуфинальный раунд, а также в финалах фристайла спортсмены стали выполнять по три попытки. Квалификация спортсменов для участия в Олимпийских играх осуществлялась на основании специального квалификационного рейтинга FIS по состоянию на 21 января 2018 года. Для каждой дисциплины были установлены определённые условия, выполнив которые спортсмены могли претендовать на попадание в состав сборной для участия в Олимпийских играх. По итогам квалификационного отбора сборная Южной Кореи завоевала 11 олимпийских лицензий.
Мужчины
Фристайл
| Соревнование | Спортсмены  | Квалификация | Квалификация | Квалификация | Квалификация | Финал                | Финал                | Финал                | Финал                | Итоговое место |
| Соревнование | Спортсмены  | Заезд        | 1 спуск      | 2 спуск      | Место        | 1 спуск              | 2 спуск              | 3 спуск              | Место                | Итоговое место |
| ------------ | ----------- | ------------ | ------------ | ------------ | ------------ | -------------------- | -------------------- | -------------------- | -------------------- | -------------- |
| хафпайп      | Ли Гван Ги  | 1            | 75,00        | 72,00        | 14           | завершил выступление | завершил выступление | завершил выступление | завершил выступление | 14             |
| хафпайп      | Квон И Джун | 1            | 58,50        | 62,75        | 21           | завершил выступление | завершил выступление | завершил выступление | завершил выступление | 21             |
| хафпайп      | Ким Хо Джун | 1            | 54,50        | 10,25        | 24           | завершил выступление | завершил выступление | завершил выступление | завершил выступление | 24             |
| слоупстайл   | Ли Мин Сик  | 1            | DNS          | DNS          | DNS          | завершил выступление | завершил выступление | завершил выступление | завершил выступление | —              |
| биг-эйр      | Ли Мин Сик  | 1            | 68,75        | 72,25        | 14           | завершил выступление | завершил выступление | завершил выступление | завершил выступление | 27             |

Слалом
| Соревнование                   | Спортсмены  | Квалификация | Квалификация | Квалификация | Квалификация | 1/8 финала                    | Четвертьфинал          | Полуфинал               | Финал                        | Место |
| Соревнование                   | Спортсмены  | Синий курс   | Красный курс | Всего        | Место        | Соперник Результат            | Соперник Результат     | Соперник Результат      | Соперник Результат           | Место |
| ------------------------------ | ----------- | ------------ | ------------ | ------------ | ------------ | ----------------------------- | ---------------------- | ----------------------- | ---------------------------- | ----- |
| параллельный гигантский слалом | Ли Сан Хо   | 42,16        | 42,90        | 1:25,06      | 3 Q          | OARД. Сарсембаев (14) В −0,54 | AUTБ. Карл (6) В −0,94 | SLOЖ. Кошир (2) В +0,01 | SUIН. Гальмарини (1) П +0,43 | 2     |
| параллельный гигантский слалом | Ким Сан Гём | 42,84        | 43,04        | 1:25,88      | 15 Q         | SLOЖ. Кошир (2) П +1,14       | завершил выступление   | завершил выступление    | завершил выступление         | 15    |
| параллельный гигантский слалом | Чхве Бо Гун | 43,52        | 43,26        | 1:26,78      | 26           | завершил выступление          | завершил выступление   | завершил выступление    | завершил выступление         | 26    |

Женщины
Фристайл
| Соревнование | Спортсмены | Квалификация | Квалификация | Квалификация | Квалификация | Финал                 | Финал                 | Финал                 | Финал                 | Итоговое место |
| Соревнование | Спортсмены | Заезд        | 1 спуск      | 2 спуск      | Место        | 1 спуск               | 2 спуск               | 3 спуск               | Место                 | Итоговое место |
| ------------ | ---------- | ------------ | ------------ | ------------ | ------------ | --------------------- | --------------------- | --------------------- | --------------------- | -------------- |
| хафпайп      | Квон Сон У | 1            | 19,25        | 35,00        | 20           | завершила выступление | завершила выступление | завершила выступление | завершила выступление | 20             |

Слалом
| Соревнование                   | Спортсмены | Квалификация | Квалификация | Квалификация | Квалификация | 1/8 финала            | Четвертьфинал         | Полуфинал             | Финал                 | Место |
| Соревнование                   | Спортсмены | Синий курс   | Красный курс | Всего        | Место        | Соперник Результат    | Соперник Результат    | Соперник Результат    | Соперник Результат    | Место |
| ------------------------------ | ---------- | ------------ | ------------ | ------------ | ------------ | --------------------- | --------------------- | --------------------- | --------------------- | ----- |
| параллельный гигантский слалом | Чон Хэ Рим | 46,93        | 47,18        | 1:34,11      | 20           | завершила выступление | завершила выступление | завершила выступление | завершила выступление | 20    |
| параллельный гигантский слалом | Син Да Хе  | 49,13        | 46,91        | 1:36,04      | 25           | завершила выступление | завершила выступление | завершила выступление | завершила выступление | 25    |

#### Фристайл
По сравнению с прошлыми Играми изменения произошли в хафпайпе и слоупстайле. Теперь в финалах этих дисциплин фристайлисты стали выполнять по три попытки, при этом итоговое положение спортсменов по-прежнему определяется по результату лучшей из них. Квалификация спортсменов для участия в Олимпийских играх осуществлялась на основании специального квалификационного рейтинга FIS по состоянию на 21 января 2018 года. Для каждой дисциплины были установлены определённые условия, выполнив которые спортсмены могли претендовать на попадание в состав сборной для участия в Олимпийских играх. По итогам квалификационного отбора сборная Южной Кореи завоевала 7 олимпийских лицензий, а после перераспределения квот получила ещё одну.
Мужчины
Могул и акробатика
| Соревнование | Спортсмены  | Квалификация 1 | Квалификация 1 | Квалификация 2 | Квалификация 2 | Квалификация 2 | Финал 1              | Финал 1              | Финал 2              | Финал 2              | Финал 3              | Финал 3              | Итоговое место |
| Соревнование | Спортсмены  | Очки           | Место          | Очки           | Лучший         | Место          | Очки                 | Место                | Очки                 | Место                | Очки                 | Место                | Итоговое место |
| ------------ | ----------- | -------------- | -------------- | -------------- | -------------- | -------------- | -------------------- | -------------------- | -------------------- | -------------------- | -------------------- | -------------------- | -------------- |
| могул        | Чхве Чжэ У  | 72,95          | 20             | 81,23          | 81,23          | 1 Q            | 78,26                | 10 Q                 | DNF                  | завершил выступление | завершил выступление | завершил выступление | 12             |
| могул        | Ким Джи Хён | 69,85          | 24             | 68,17          | 69,85          | 17             | завершил выступление | завершил выступление | завершил выступление | завершил выступление | завершил выступление | завершил выступление | 27             |
| могул        | Со Мён Джун | 68,45          | 26             | 69,51          | 69,51          | 18             | завершил выступление | завершил выступление | завершил выступление | завершил выступление | завершил выступление | завершил выступление | 28             |

Парк и пайп
| Соревнование | Спортсмены | Квалификация | Квалификация | Квалификация | Финал                | Финал                | Финал                | Финал                | Итоговое место |
| Соревнование | Спортсмены | 1 заезд      | 2 заезд      | Место        | 1 заезд              | 2 заезд              | 3 заезд              | Место                | Итоговое место |
| ------------ | ---------- | ------------ | ------------ | ------------ | -------------------- | -------------------- | -------------------- | -------------------- | -------------- |
| хафпайп      | Ли Ган Бок | 5,80         | 13,00        | 27           | завершил выступление | завершил выступление | завершил выступление | завершил выступление | 27             |

Женщины
Могул и акробатика
| Соревнование | Спортсмены  | Квалификация 1 | Квалификация 1 | Квалификация 2 | Квалификация 2 | Квалификация 2 | Финал 1               | Финал 1               | Финал 2               | Финал 2               | Финал 3               | Финал 3               | Итоговое место |
| Соревнование | Спортсмены  | Очки           | Место          | Очки           | Лучший         | Место          | Очки                  | Место                 | Очки                  | Место                 | Очки                  | Место                 | Итоговое место |
| ------------ | ----------- | -------------- | -------------- | -------------- | -------------- | -------------- | --------------------- | --------------------- | --------------------- | --------------------- | --------------------- | --------------------- | -------------- |
| акробатика   | Ким Гён Ын  | 35,67          | 25             | 44,20          | 44,20          | 19             | завершила выступление | завершила выступление | завершила выступление | завершила выступление | завершила выступление | завершила выступление | 25             |
| могул        | Со Джон Хва | 16,57          | 30             | 71,58          | 71,58          | 6 Q            | 72,31                 | 14                    | завершила выступление | завершила выступление | завершила выступление | завершила выступление | 14             |
| могул        | Со Джи Вон  | 68,46          | 19             | 64,61          | 68,46          | 12             | завершила выступление | завершила выступление | завершила выступление | завершила выступление | завершила выступление | завершила выступление | 24             |

Парк и пайп
| Соревнование | Спортсмены | Квалификация | Квалификация | Квалификация | Финал                 | Финал                 | Финал                 | Финал                 | Итоговое место |
| Соревнование | Спортсмены | 1 заезд      | 2 заезд      | Место        | 1 заезд               | 2 заезд               | 3 заезд               | Место                 | Итоговое место |
| ------------ | ---------- | ------------ | ------------ | ------------ | --------------------- | --------------------- | --------------------- | --------------------- | -------------- |
| хафпайп      | Чан Ю Джин | 64,40        | 60,00        | 18           | завершила выступление | завершила выступление | завершила выступление | завершила выступление | 18             |
| слоупстайл   | Ли Ми Хён  | 46,80        | 72,80        | 13           | завершила выступление | завершила выступление | завершила выступление | завершила выступление | 13             |

### Санный спорт
Квалификация спортсменов для участия в Олимпийских играх осуществлялась на основании рейтинга Кубка мира FIL по состоянию на 1 января 2018 года. По его результатам сборная Южной Кореи смогла завоевать две лицензии в женских одиночках и одну у мужчин. Ещё одну дополнительную лицензию в двойках корейские саночники получили как страна-хозяйка.
Мужчины
| Соревнование | Спортсмены             | 1 заезд   | 1 заезд | 2 заезд   | 2 заезд | 3 заезд       | 3 заезд       | 4 заезд              | 4 заезд              | Итоговый результат | Итоговое место | Отставание |
| Соревнование | Спортсмены             | Результат | Место   | Результат | Место   | Результат     | Место         | Результат            | Место                | Итоговый результат | Итоговое место | Отставание |
| ------------ | ---------------------- | --------- | ------- | --------- | ------- | ------------- | ------------- | -------------------- | -------------------- | ------------------ | -------------- | ---------- |
| одиночки     | Лим Нам Гю             | 49,461    | 31      | 48,591    | 28      | 48,620        | 29            | завершил выступление | завершил выступление | 2:26,672           | 30             | —          |
| двойки       | Пак Чин Ён Чо Джон Мён | 46,396    | 10      | 46,276    | 8       | не проводится | не проводится | не проводится        | не проводится        | 1:32,672           | 9              | +0,975     |

Женщины
| Соревнование | Спортсмены | 1 заезд   | 1 заезд | 2 заезд   | 2 заезд | 3 заезд   | 3 заезд | 4 заезд   | 4 заезд | Итоговый результат | Итоговое место | Отставание |
| Соревнование | Спортсмены | Результат | Место   | Результат | Место   | Результат | Место   | Результат | Место   | Итоговый результат | Итоговое место | Отставание |
| ------------ | ---------- | --------- | ------- | --------- | ------- | --------- | ------- | --------- | ------- | ------------------ | -------------- | ---------- |
| одиночки     | Айлин Фриш | 46,350    | 5       | 46,456    | 9       | 46,751    | 13      | 46,843    | 11      | 3:06,400           | 8              | +1,168     |
| одиночки     | Сон Ыл Лён | 46,918    | 18      | 46,851    | 20      | 47,205    | 18      | 47,276    | 18      | 3:08,250           | 18             | +3,018     |

Смешанные команды
| Соревнование       | Спортсмены                                     | Женщины   | Женщины | Мужчины   | Мужчины | Двойки    | Двойки | Итоговый результат | Итоговое место | Отставание |
| Соревнование       | Спортсмены                                     | Результат | Место   | Результат | Место   | Результат | Место  | Итоговый результат | Итоговое место | Отставание |
| ------------------ | ---------------------------------------------- | --------- | ------- | --------- | ------- | --------- | ------ | ------------------ | -------------- | ---------- |
| смешанная эстафета | Айлин Фриш Лим Нам Гю Пак Чин Ён / Чо Джон Мён | 47,211    | 6       | 49,854    | 13      | 49,478    | 8      | 2:26,543           | 9              | +2,026     |

### Хоккей

#### Мужчины
Первые 8 сборных в рейтинге IIHF после чемпионата мира 2015 года автоматически квалифицировались для участия в мужском олимпийском турнире. Сборная Южной Кореи заняла в этом рейтинге 23-е место, но квалифицировалась в группу A олимпийского турнира, как страна-хозяйка.
Состав
| Номер | Имя         | Хват   | Рост, см | Вес, кг | Дата рождения | Клуб                              | Игры | ПШ | КН    | %ОБ   |
| ----- | ----------- | ------ | -------- | ------- | ------------- | --------------------------------- | ---- | -- | ----- | ----- |
| 1     | Мэтт Далтон | Левый  | 187      | 89      | 04.07.1986    | Анян Халла                        | 4    | 15 | 4,05  | 90,07 |
| 41    | Пак Ке Хун  | Правый | 186      | 82      | 09.02.1992    | Вооружённые силы Республики Корея | 0    | 0  | 0,00  | 0,00  |
| 50    | Пак Сун Дже | Правый | 175      | 77      | 03.08.1988    | Хай1                              | 1    | 3  | 12,23 | 57,14 |

| Номер | Имя           | Позиция    | Хват   | Рост, см | Вес, кг | Дата рождения | Клуб                              | Игры | Шайбы | Передачи |
| ----- | ------------- | ---------- | ------ | -------- | ------- | ------------- | --------------------------------- | ---- | ----- | -------- |
| 2     | Чо Хён Гон    | Защитник   | Левый  | 181      | 92      | 23.06.1990    | Вооружённые силы Республики Корея | 0    | 0     | 0        |
| 3     | Со Ён Джун    | Защитник   | Правый | 183      | 81      | 08.03.1995    | Дэмен Киллер Уэйлс                | 4    | 0     | 0        |
| 5     | Брайен Янг    | Защитник   | Левый  | 185      | 86      | 06.08.1986    | Дэмен Киллер Уэйлс                | 4    | 0     | 0        |
| 6     | Ким Вон Джун  | Защитник   | Правый | 178      | 81      | 04.05.1991    | Анян Халла                        | 4    | 0     | 0        |
| 7     | О Хён Хо      | Защитник   | Правый | 176      | 76      | 29.10.1986    | Дэмен Киллер Уэйлс                | 4    | 0     | 0        |
| 8     | Ким Вон Джун  | Нападающий | Правый | 180      | 82      | 18.12.1984    | Анян Халла                        | 4    | 0     | 0        |
| 9     | Чон Джон У    | Нападающий | Левый  | 173      | 75      | 27.05.1994    | Вооружённые силы Республики Корея | 1    | 0     | 0        |
| 10    | Майкл Свифт   | Нападающий | Левый  | 175      | 79      | 26.03.1987    | Хай1                              | 4    | 0     | 1        |
| 11    | Ким Ги Сон    | Нападающий | Левый  | 177      | 83      | 14.05.1985    | Анян Халла                        | 4    | 0     | 0        |
| 13    | Ли Ён Джун    | Нападающий | Правый | 184      | 75      | 03.01.1991    | Дэмен Киллер Уэйлс                | 4    | 0     | 0        |
| 19    | Ким Сан Ук    | Нападающий | Левый  | 180      | 85      | 21.04.1988    | Анян Халла                        | 4    | 0     | 1        |
| 22    | Майкл Тествуд | Нападающий | Правый | 196      | 95      | 05.02.1987    | Хай1                              | 4    | 0     | 0        |
| 23    | Эрик Реган    | Защитник   | Правый | 188      | 93      | 20.05.1988    | Анян Халла                        | 4    | 0     | 1        |
| 25    | Брок Радунске | Нападающий | Левый  | 196      | 95      | 05.04.1983    | Анян Халла                        | 4    | 1     | 1        |
| 27    | Ан Джинхви    | Нападающий | Правый | 183      | 84      | 06.03.1991    | Вооружённые силы Республики Корея | 3    | 1     | 0        |
| 36    | Пак У Сан     | Нападающий | Левый  | 192      | 88      | 30.05.1985    | Анян Халла                        | 4    | 0     | 0        |
| 44    | Алекс Плэнт   | Защитник   | Правый | 196      | 104     | 09.05.1989    | Анян Халла                        | 4    | 0     | 0        |
| 47    | Син Сан Хун   | Нападающий | Правый | 171      | 76      | 01.08.1993    | Вооружённые силы Республики Корея | 4    | 0     | 1        |
| 61    | Ли Дон Ку     | Защитник   | Левый  | 180      | 95      | 07.02.1988    | Анян Халла                        | 4    | 0     | 0        |
| 63    | Пак Чин Гю    | Нападающий | Левый  | 184      | 80      | 18.12.1991    | Вооружённые силы Республики Корея | 4    | 0     | 0        |
| 87    | Чо Мин Хо     | Нападающий | Правый | 175      | 83      | 04.01.1987    | Анян Халла                        | 4    | 1     | 0        |
| 96    | Син Сан У     | Нападающий | Левый  | 175      | 80      | 12.12.1987    | Анян Халла                        | 4    | 0     | 0        |

| Должность         | Имя        | Гражданство      | Дата рождения |
| ----------------- | ---------- | ---------------- | ------------- |
| Главный тренер    | Джим Пак   | Канада           | 07.04.1967    |
| Ассистент тренера | Ричард Пак | США              | 27.05.1976    |
| Ассистент тренера | Ким Хи Ву  | Республика Корея | 16.02.1967    |
| Ассистент тренера | Сим Ый Сик | Республика Корея | 05.12.1969    |

Предварительный раунд
Группа A
|  | Команды, выходящие в четвертьфинал         |
|  | Команды, выходящие в квалификацию плей-офф |

| М | Сборная          | И | В | ВО | ПО | П | ШЗ | ШП | РШ  | О |
| - | ---------------- | - | - | -- | -- | - | -- | -- | --- | - |
| 1 | Чехия            | 3 | 2 | 1  | 0  | 0 | 9  | 4  | +5  | 8 |
| 2 | Канада           | 3 | 2 | 0  | 1  | 0 | 11 | 4  | +7  | 7 |
| 3 | Швейцария        | 3 | 1 | 0  | 0  | 2 | 10 | 9  | +1  | 3 |
| 4 | Республика Корея | 3 | 0 | 0  | 0  | 3 | 1  | 14 | -13 | 0 |

Время местное (UTC+9).
| 15 февраля 2018 21:10 | Чехия | 2 : 1 (2:1, 0:0, 0:0) | Республика Корея | Хоккейный центр Каннын Зрителей: 6025 |

| Отчёт                                                                                               | Отчёт                        | Отчёт                                     | Отчёт                     | Отчёт                                                                          |
| --------------------------------------------------------------------------------------------------- | ---------------------------- | ----------------------------------------- | ------------------------- | ------------------------------------------------------------------------------ |
| |                              |                                           |                           |                                                                                |
| | Павел Францоуз — 00:00-60:00 | Вратари                                   | 00:00-58:57 — Мэтт Далтон | Судьи: Марк Лемелин Линус Элунд Линейные судьи: Хенрик Пихллад Сакари Суоминен |
| | Голы:                        |                                           |                           | Судьи: Марк Лемелин Линус Элунд Линейные судьи: Хенрик Пихллад Сакари Суоминен |
| Ян Коварж (бол.) — 11:59 (М. Ржепик, И. Секач) Михал Ржепик (мен.) — 16:18 (М. Бирнер, П. Францоуз) | 0:1 :1 2:1                   | 07:34 — Чо Мин Хо (Б. Радунске, М. Свифт) |                           | Судьи: Марк Лемелин Линус Элунд Линейные судьи: Хенрик Пихллад Сакари Суоминен |
| |                              |                                           |                           | Судьи: Марк Лемелин Линус Элунд Линейные судьи: Хенрик Пихллад Сакари Суоминен |
| |                              |                                           |                           | Судьи: Марк Лемелин Линус Элунд Линейные судьи: Хенрик Пихллад Сакари Суоминен |
| |                              |                                           |                           | Судьи: Марк Лемелин Линус Элунд Линейные судьи: Хенрик Пихллад Сакари Суоминен |
| 8 мин                                                                                               | Штраф                        | 6 мин                                     |                           | Судьи: Марк Лемелин Линус Элунд Линейные судьи: Хенрик Пихллад Сакари Суоминен |
| |                              |                                           |                           |                                                                                |
| | 40                           | Броски                                    | 18                        |                                                                                |

| 17 февраля 2018 16:40 | Республика Корея | 0 : 8 (0:1, 0:2, 0:5) | Швейцария | Хоккейный центр Каннын Зрителей: 6568 |

| Отчёт | Отчёт                                               | Отчёт | Отчёт                      | Отчёт                                                                              |
| ----- | --------------------------------------------------- | --- | -------------------------- | ---------------------------------------------------------------------------------- |
|       |                                                     | |                            |                                                                                    |
|       | Мэтт Далтон — 00:00-45:17 Пак Сун Дже — 45:17-60:00 | Вратари | 00:00-60:00 — Йонас Хиллер | Судьи: Ян Грибик Алекси Рантала Линейные судьи: Мирослав Лхоцкий Фрейзер Макинтайр |
|       | Голы:                                               | |                            | Судьи: Ян Грибик Алекси Рантала Линейные судьи: Мирослав Лхоцкий Фрейзер Макинтайр |
|       | 0:1 0:2 0:3 0:4 0:5 0:6 0:7 0:8                     | 10:23 — Денис Холленштайн (Г. Хас, Р. Лёффель) 27:36 — Фелисьен дю Буа 35:55 — Пиус Зутер (Ф. Херцог) 43:50 — Томас Рюфенахт (Р. Унтерзандер, К. Элмонд) 45:17 — Пиус Зутер (А. Амбюль, С. Мозер) 46:45 — Рето Шеппи (К. Элмонд, П. Геринг) 51:24 — Пиус Зутер (П. Геринг, А. Амбюль) 55:10 — Энцо Корви (Г. Хофман, Ф. дю Буа) |                            | Судьи: Ян Грибик Алекси Рантала Линейные судьи: Мирослав Лхоцкий Фрейзер Макинтайр |
|       |                                                     | |                            | Судьи: Ян Грибик Алекси Рантала Линейные судьи: Мирослав Лхоцкий Фрейзер Макинтайр |
|       |                                                     | |                            | Судьи: Ян Грибик Алекси Рантала Линейные судьи: Мирослав Лхоцкий Фрейзер Макинтайр |
|       |                                                     | |                            | Судьи: Ян Грибик Алекси Рантала Линейные судьи: Мирослав Лхоцкий Фрейзер Макинтайр |
| 8 мин | Штраф                                               | 10 мин |                            | Судьи: Ян Грибик Алекси Рантала Линейные судьи: Мирослав Лхоцкий Фрейзер Макинтайр |
|       |                                                     | |                            |                                                                                    |
|       | 25                                                  | Броски | 34                         |                                                                                    |

| 18 февраля 2018 21:10 | Канада | 4 : 0 (1:0, 1:0, 2:0) | Республика Корея | Хоккейный центр Каннын Зрителей: 6038 |

| Отчёт | Отчёт                     | Отчёт   | Отчёт                     | Отчёт                                                                        |
| --- | ------------------------- | ------- | ------------------------- | ---------------------------------------------------------------------------- |
| |                           |         |                           |                                                                              |
| | Кевин Пулен — 00:00-60:00 | Вратари | 00:00-60:00 — Мэтт Далтон | Судьи: Йозеф Кубуш Даниэль Штрикер Линейные судьи: Николас Флури Вит Ледерер |
| | Голы:                     |         |                           | Судьи: Йозеф Кубуш Даниэль Штрикер Линейные судьи: Николас Флури Вит Ледерер |
| Кристиан Томас — 07:36 (Ч. Геноуэй, В. Вольский) Эрик О’Делл — 34:22 (М.-А. Граньяни, Р. Клинкхаммер) Максим Лапьер — 43:43 (Д. Рой) Жильбер Брюле (бол.) — 58:02 (К. Ли, Д. Рой) | 1:0 2:0 3:0 4:0           |         |                           | Судьи: Йозеф Кубуш Даниэль Штрикер Линейные судьи: Николас Флури Вит Ледерер |
| |                           |         |                           | Судьи: Йозеф Кубуш Даниэль Штрикер Линейные судьи: Николас Флури Вит Ледерер |
| |                           |         |                           | Судьи: Йозеф Кубуш Даниэль Штрикер Линейные судьи: Николас Флури Вит Ледерер |
| |                           |         |                           | Судьи: Йозеф Кубуш Даниэль Штрикер Линейные судьи: Николас Флури Вит Ледерер |
| 8 мин | Штраф                     | 8 мин   |                           | Судьи: Йозеф Кубуш Даниэль Штрикер Линейные судьи: Николас Флури Вит Ледерер |
| |                           |         |                           |                                                                              |
| | 49                        | Броски  | 19                        |                                                                              |

Квалификация плей-офф
| 20 февраля 2018 21:10 | Финляндия | 5 : 2 (1:0, 2:2, 2:0) | Республика Корея | Хоккейный центр Каннын Зрителей: 5409 |

| Отчёт | Отчёт                        | Отчёт                                                                          | Отчёт                                 | Отчёт                                                                       |
| --- | ---------------------------- | ------------------------------------------------------------------------------ | ------------------------------------- | --------------------------------------------------------------------------- |
| |                              |                                                                                |                                       |                                                                             |
| | Микко Коскинен — 00:00-60:00 | Вратари                                                                        | 00:00-57:42 — Мэтт Далтон 59:53-60:00 | Судьи: Роман Гофман Тимоти Майер Линейные судьи: Николас Флури Глеб Лазарев |
| | Голы:                        |                                                                                |                                       | Судьи: Роман Гофман Тимоти Майер Линейные судьи: Николас Флури Глеб Лазарев |
| Петри Контиола (бол.) — 04:42 (Э. Толванен, Й. Кемппайнен) Петри Контиола (бол.) — 23:44 (С. Лепистё, Э. Толванен) Миро Хейсканен — 26:23 (Э. Толванен) Юусо Хиетанен (бол.) — 47:20 (О. Осала, В.-М. Савинайнен) Сакари Маннинен (п.в.) — 59:53 (Ю. Хиетанен, Я. Коскиранта) | 1:0 2:0 3:0 3:1 3:2 4:2 5:2  | 30:06 — Брок Радунске (Э. Реган, Ким Сан Ук) 32:09 — Ан Джин Хви (Син Сан Хун) |                                       | Судьи: Роман Гофман Тимоти Майер Линейные судьи: Николас Флури Глеб Лазарев |
| |                              |                                                                                |                                       | Судьи: Роман Гофман Тимоти Майер Линейные судьи: Николас Флури Глеб Лазарев |
| |                              |                                                                                |                                       | Судьи: Роман Гофман Тимоти Майер Линейные судьи: Николас Флури Глеб Лазарев |
| |                              |                                                                                |                                       | Судьи: Роман Гофман Тимоти Майер Линейные судьи: Николас Флури Глеб Лазарев |
| 2 мин | Штраф                        | 8 мин                                                                          |                                       | Судьи: Роман Гофман Тимоти Майер Линейные судьи: Николас Флури Глеб Лазарев |
| |                              |                                                                                |                                       |                                                                             |
| | 36                           | Броски                                                                         | 19                                    |                                                                             |

Итог: мужская сборная Южной Кореи по хоккею с шайбой по результатам олимпийского турнира заняла 12-е место

#### Женщины
20 января 2018 года было подписано соглашение между двумя корейскими государствами и МОК о создании совместной сборной в женском хоккее, куда вошли представительницы обоих государств.